# 奧拉維爾 (伊利諾伊州)
奧拉維爾（英語：Oraville）是位於美國伊利諾伊州傑克遜縣的一個非建制地區。該地的面積和人口皆未知。

## 地理
奧拉維爾的座標為37°51′54″N 89°23′00″W / 37.86500°N 89.38333°W，而該地的平均海拔高度為120米（即394英尺）。